# Bodhicitta
Bodhicitta (sanskrit för "tanke av upplysning) är en mahayanabuddhistisk term som syftar till en bodhisattvas strävan efter buddhaskap i syfte att befria alla medvetna varelser från lidandet. Bodhicitta är en av de viktigaste koncepten inom mahayana, och utgör dessutom början av bodhisattvans väg. Inom vissa mahayanska traditioner anses bodhicitta finnas inom alla varelser, men att det då skulle ligga dolt under ytan.